# Scaptodrosophila rhinos
Scaptodrosophila rhinos är en tvåvingeart som först beskrevs av Bock och Michael J. Parsons 1979.  Scaptodrosophila rhinos ingår i släktet Scaptodrosophila och familjen daggflugor. Inga underarter finns listade i Catalogue of Life.